# Збірна Білорусі з футзалу
Національна збірна Білорусі з футзалу представляє Білорусь у міжнародних змагагннях з футзалу. Один раз у 2010 кваліфікувалася на Чемпіонат Європи з футзалу.

## Досягнення
В 2010 році Збірна Білорусі вийшла в фінальний раунд Чемпіонату Європи з футзалу.
| Турнир | Єтап                                                    | Група    | Місто  | Г  | В  | Н | П  | Мячи      | О |
| ------ | ------------------------------------------------------- | -------- | ------ | -- | -- | - | -- | --------- | - |
| 1996   | Відбірковий раунд                                       | Группа C | 4      | 4  | 1  | 0 | 3  | 19 − 18   | 3 |
| 1999   | Відбірковий раунд                                       | Група 6  | 3      | 3  | 1  | 0 | 2  | 12 − 14   | 3 |
| Росія  | Відбірковий раунд                                       | Група F  | 2      | 2  | 1  | 0 | 1  | 7 − 6     | 3 |
| 2003   | Відбірковий раунд                                       | Група 5  | 2      | 3  | 1  | 1 | 1  | 8 − 7     | 4 |
| 2005   | Відбірковий раунд                                       | Группа 2 | 3      | 3  | 1  | 1 | 1  | 8 − 8     | 4 |
| 2007   | Відбірковий раунд                                       | Група A  | 2      | 3  | 2  | 0 | 1  | 9 − 8     | 6 |
| 2010   | Відбірковий раунд                                       | Група 4  | 2      | 3  | 2  | 0 | 1  | 8 − 3     | 6 |
| 2010   | Фінальний турнір                                        | Група D  | 3      | 2  | 0  | 1 | 1  | 6 − 14    | 1 |
| 2012   | Відбірковий раунд                                       | Група 3  | 2      | 3  | 1  | 1 | 1  | 5 − 8     | 4 |
| 2014   | Відбірковий раунд                                       | Група 6  | 4      | 3  | 0  | 0 | 3  | 8 − 11    | 0 |
| 2016   | Відбірковий раунд                                       | Группа 3 | 2      | 3  | 1  | 1 | 1  | 3 − 2     | 4 |
| 2016   | Стикові матчі: Чехія — 2:3 (1:2 — в гостях, 1:1 — дома) |          |        |    |    |   |    |           |   |
| 2018   | Відбірковий раунд                                       | Група А  | 3      | 3  | 0  | 2 | 1  | 5 − 6     | 2 |
| Всього | Всього                                                  | Всього   | Всього | 37 | 11 | 8 | 18 | 100 − 108 |   |